# Mount Canicula
Mount Canicula (in Chile Monte Ramírez) ist ein Berg mit Doppelgipfel (890 m und 825 m) im Grahamland auf der Antarktischen Halbinsel. Er ragt 5 km östlich des Sirius Knoll an der Wasserscheide zwischen dem Russell-East- und dem Russell-West-Gletscher im Zentrum der Trinity-Halbinsel auf.
Der Falkland Islands Dependencies Survey kartierte ihn 1946 und benannte ihn in Anlehnung an die Benennung des Sirius Knoll nach dem Synonym „Canicula“ für den Doppelstern Sirius im Sternbild des Großen Hundes. Namensgeber der chilenischen Benennung ist Eleuterio Ramírez Betancour, Staffelführer bei der Fuerza Aérea de Chile und Teilnehmer an der 10. Chilenischen Antarktisexpedition (1955–1956) an Bord des Schiffs Baquedano.